# Dogoia obscuripennis
Dogoia obscuripennis is een vlinder uit de familie van de Nachtpauwogen (Saturniidae), uit de onderfamilie van de Saturniinae.
De wetenschappelijke naam van de soort is voor het eerst gepubliceerd door Embrik Strand in 1913.
De soort komt voor in Kameroen en Equatoriaal Guinee.